# Bangun Harjo (Pelepat Ilir)
Bangun Harjo is een bestuurslaag in het regentschap Bungo van de provincie Jambi, Indonesië. Bangun Harjo telt 2564 inwoners (volkstelling 2010).